# Debóra (Biblia)
A Bibliában (pontosabban A Bírák Könyvében)  Debóra (héberül: דְּבוֹרָה, neve jelentése: 'méh') prófétanő volt, és a bírák egyike. Lappidot felesége volt. A "lappid" szó fáklyát vagy villámot jelent, szóval a "Lappidot nője/felesége" kifejezés Debórára utalhat, mint "tüzes nő".  Debórah Efraim hegyén ült törvényt; ő buzdította fel Bárák királyt, hogy a nép erőit összefogva az Izraelt régóta nyomorgató kánaánita Sisera ellen támadjon. Mivel a király habozott, és azt kérte, hogy Debóra is tartson vele, a prófétanő megjósolta, hogy győzni fog ugyan, de mivel asszony segítségét kérte, az Úr elveszi tőle a diadal örömének egy részét, mert az ellenséges vezért nem az ő keze, hanem egy asszonyé teríti le. Ez Jáel révén be is teljesedett. Bárák győzelme negyven évre békességet szerzett Izrael számára. 

## Debóra éneke
Debóra éneke a Bírák Könyvében található, egy győzelmi himnusz, amely a kánaánita ellenségek legyőzéséről szól. Alighanem a Biblia legősibb szövege (talán a Krisztus előtti tizenkettedik században jegyezték). Némely kritikus szerint azonban nem íródott korábban a Krisztus előtti hetedik századnál.
Holott nem számít különlegességnek a győzelmi himnusz a héber Bibliában, annyiból különleges, hogy a himnusz két katonai nő győzelméről szól: Debóra és Jael harcos győzelméről.